# Davide Berardi
Davide Berardi, noto anche con lo pseudonimo di Daw (Bergamo, 9 febbraio 1980), è un fumettista italiano.

## Biografia
Davide Berardi, in arte Daw, comincia a disegnare fumetti comici fin dai tempi della scuola, senza però prendere in considerazione la sua carriera di fumettista. Su consiglio di un amico, apre un blog in cui pubblica le sue vignette e comincia a riscuotere successo. Nel 2007 viene contattato dalla ProGlo Edizioni che gli propone una raccolta in volume cartaceo: esce così la "A" come ignoranza. Visto il successo riscontrato, la ProGlo inizia a pubblicarla a cadenza annuale, continuando a raccogliere varie storie dell’autore. Nel 2011 viene poi ristampato il primo numero con l'aggiunta della dicitura "Volume primo". Nel 2012 vengono pubblicati gli ultimi tre volumi: il quinto, il sesto e il settimo.
L'autore, nel frattempo, non abbandona il suo blog e continua a pubblicare online, creando nuove serie di vignette e personaggi. Le strisce Lov, che hanno come tema l'amore, vengono acquistate dal quotidiano sportivo italiano La Gazzetta dello Sport, e in seguito pubblicate sull'agenda Gazzenda, edita da RCS MediaGroup dal 2007 al 2013. Le stesse vignette hanno poi fatto la loro comparsa nel programma televisivo Loveline, ai tempi trasmesso da MTV Italia, di cui Daw è stato ospite-disegnatore per la stagione finale del 2010.
Nel 2013, Berardi inizia una collaborazione con la Panini Comics e durante il Lucca Comics & Games 2013 viene annunciata la pubblicazione come bimestrale della serie definitiva di "A" come ignoranza", a partire da maggio 2014. Per l'occasione Daw ha ridisegnato tutti i suoi volumi, aggiungendo nuovi contenuti. A partire dal numero 7 esce solo materiale inedito.
La serie si conclude con il numero 14, uscito nel dicembre 2016; nel mentre, Il 5 novembre 2015, presentato in anteprima al Lucca Comics & Games, è uscito un volume speciale a colori che raccoglie le strisce di Sick Sick Sick.
A Lucca Comics & Games 2024, Daw ha presentato Il misterioso papero del Giappone, opera in collaborazione con Gigaciao, suscitando interesse per l’umorismo ironico e i richiami alla cultura giapponese, fra cui citazioni al manga Naruto. All’interno della rivista Gigazine, della medesima casa editrice, pubblica sempre Il Misterioso Papero del Giappone (di cui è uscito un omonimo volume, il quale raccoglie sia vignette stand alone che storie), Mega Tree Majokko, di cui cura la sceneggiatura, e Casa Gigaciao.

## Opere

### Vignette e strisce
- Animaletti crudi

I protagonisti di questa serie di strisce sono tre animaletti, evidenti caricature dei classici personaggi dei cartoni animati per bambini: un orsetto maniaco sessuale dal naso a cuore, un topolino eccessivamente gioioso e violento, e un coniglio senza zampe porta sfortuna.
- Lov

Si tratta di una numerosa serie di vignette che trattano il tema dell'amore nella coppia. Ogni vignetta è caratterizzata da un disegno molto semplice di un ragazzo e una ragazza, e da un fulmineo scambio di battute. Il botta e risposta è graffiante, divertente e originale, ma anche cinico e amaro. Queste vignette hanno avuto un grandissimo successo: si sono infatti diffuse rapidamente in tutto il web, senza citare la fonte, eliminando la firma dell'autore e spesso cambiando i testi.
- Il misterioso papero del Giappone

Il misterioso papero del Giappone è un papero ninja, capace di sconfiggere ogni nemico grazie alla sua misteriosa forza e le sue efficaci trovate no sense. Il personaggio non parla mai, sono i personaggi secondari ad esprimersi a parole.
- Sick Sick Sick

Sick Sick Sick raccoglie varie strisce dell'autore. Alcuni personaggi che vi compaiono sono diventati ricorrenti, quello che ha avuto maggior successo è stato il Malvagio Dottore, uno dei più amati e maggiormente conosciuti in rete.

### Fumetti
- "A" come ignoranza, ProGlo Edizioni, 2007, ISBN 978-88-90307-13-3.
- "A" come ignoranza, Volume secondo, ProGlo Edizioni, 2008, ISBN 978-88-903071-9-5.
- "A" come ignoranza, Volume terzo, ProGlo Edizioni, 2009, ISBN 978-88-903934-1-9.
- "A" come ignoranza, Volume quarto, ProGlo Edizioni, 2010, ISBN 978-88-903934-4-0.
- "A" come ignoranza, Volume primo, ProGlo Edizioni, 2011, ISBN 978-88-97663-04-1.
- "A" come ignoranza, Volume quarto e mezzo, ProGlo Edizioni, 2011.
- "A" come ignoranza, Volume quinto, ProGlo Edizioni, 2012 ISBN 978-88-903934-7-1.
- "A" come ignoranza, Volume sesto, ProGlo Edizioni, 2012 ISBN 978-88-97663-03-4.
- "A" come ignoranza, Volume settimo, ProGlo Edizioni, 2012  ISBN 978-88-90393-46-4.
- "A" come ignoranza, Panini Comics, 14 albi, 2013-2016.
- Animaletti Crudi, Panini Comics, volume unico a colori, 2017, ISBN 978-88-9122-832-1.
- Sick Sick Sick, Panini Comics, volume unico a colori, 2015, ISBN 978-88-9121-679-3.
- Lov, Panini Comics, volume unico, 2016, ISBN 978-88-9121-887-2.
- Lov. L'amore è un gioco. Game over, Panini Comics, volume unico, 2017, ISBN 978-88-9122-447-7.
- Il misterioso papero del Giappone, Panini Comics, volume unico a colori, 2016. ISBN 978-88-9122-360-9.
- Shonen Boom, in Shonen Ciao, nn. 1-8, Col. Edicola, Shockdom, albi 2020-2021.
- Evviva!, con Dottor Pira e Sio, 7 nn., Col. Edicola, Shockdom, 2021-2023.
- Identiche diversità, con Pietro B. Zemelo e altri, Col. Feltrinelli Comics, Feltrinelli, 2021, ISBN 978-88-0755-079-9.
- Guida per malvagi alieni su come fingersi un essere umano tutta la vita e farla franca, Col. Feltrinelli Comics, Feltrinelli, 2022, ISBN 978-88-0755-111-6.
- Mega Tree Majokko, in Scottecs Gigazine, Gigaciao, 2023 (in corso).
- Pupparino, Col. Feltrinelli Comics, Feltrinelli, 2023, ISBN 978-88-5885-887-5.
- Il Misterioso Papero Del Giappone, Gigaciao, volume unico a colori, 2024. ISBN 979-12-8150-233-8.

### Altre pubblicazioni
- AA.VV, V for Fumetto, ProGlo Edizioni, 2007, ISBN 978-88-903071-4-0.
- AA.VV. Grouchomicon. Il libro maledetto delle risate, Sergio Bonelli Editore, 2017, ISBN 978-88-6961-227-5.
- Diego Cajelli, Il manuale dell’idiota digitale, Panini Comics, 2017, ISBN 978-88-9122-700-3.
- Andy Griffiths, Chiappe in fuga. Il giorno in cui il mio sedere è impazzito, Mondadori, 2018, ISBN 978-88-0468-414-5.
- Giacomo Bevilacqua, Identiche diversità, Feltrinelli, 2021, ISBN 978-88-0755-079-9.
- Francesco Muzzopappa, L'inferno spiegato male, De Agostini, 2021, ISBN 978-88-5118-674-6.
- Francesco Muzzopappa, I promessi sposi spiegati male, De Agostini, 2023, ISBN 979-12-2120-435-3.
- Massimo Vitali, Zeno In Condotta, De Agostini, 2023, ISBN 978-88-5119-905-0.
- Francesco Muzzopappa, L’Odissea spiegata male, De Agostini, 2024, ISBN 979-12-2120-972-3
- Guido Sgardoli, La vera storia di Caccola Joe, Il Battello A Vapore, 2024, ISBN 978-88-5669-326-3

- Francesco Stefanacci, Misantropia, Cosplayou, 2016.

### Collaborazioni
- Smemoranda, 2017.
- Comix, 2021.
- Gazzenda, 2007-2013.
- Tic Tac (Evento di S. Valentino), 2018.

## Premi e riconoscimenti
2010
- Fullcomics & Games Sesta Edizione, Gran Premio Autori ed Editori, "Miglior Storia Umoristica".[1]